# Rolls-Royce Power Systems

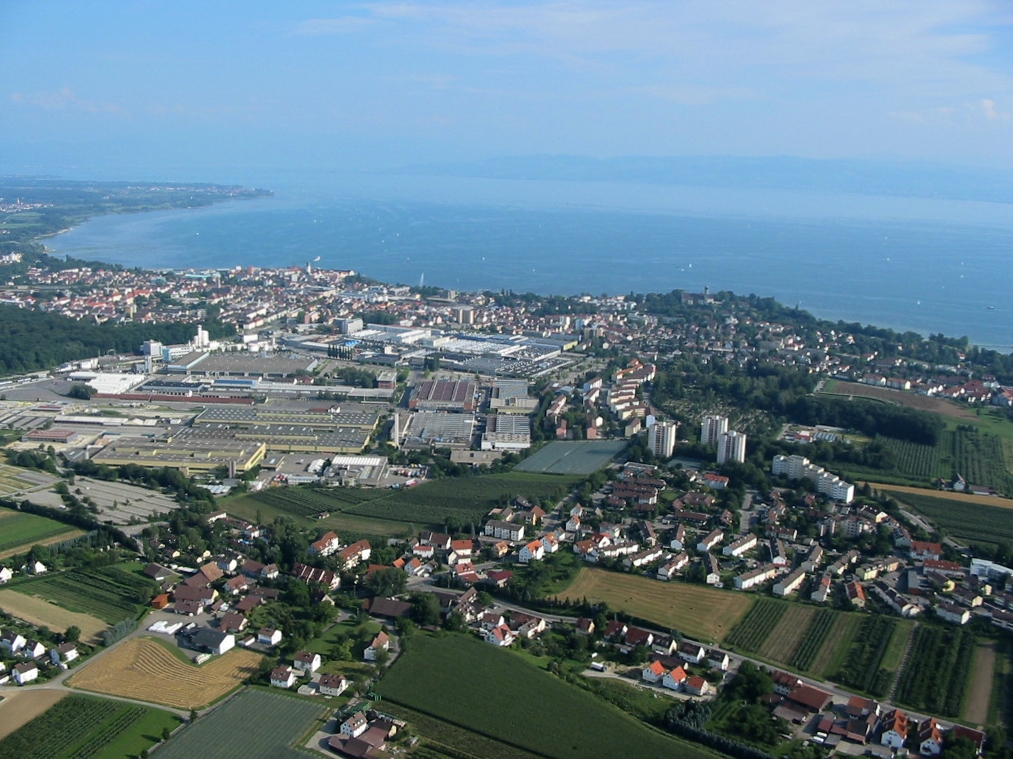
Das Werksgelände in Friedrichshafen, in Bildmitte

Die Rolls-Royce Power Systems AG (bis Januar 2014 Tognum AG) ist ein Anbieter von Dieselmotoren, kompletten Antriebs- und Energiesystemen rund um das Kernunternehmen MTU Friedrichshafen mit Sitz in Friedrichshafen. Die Unternehmen der Rolls-Royce Power Systems-Gruppe stellen Antriebe für Schiffe, Schienenfahrzeuge, schwere Landfahrzeuge und Industriemaschinen sowie Energieanlagen auf Basis von Dieselmotoren, Gasmotoren und Gasturbinen her.

## Beteiligungen und Tochterunternehmen
Zu RRPS gehören u. a. Rolls-Royce Solutions GmbH, Rolls-Royce Solutions Ruhstorf GmbH (früher: Aggretech), MTU Onsite Energy Diesel Power Systems (früher: Katolight), Rolls-Royce Solutions Augsburg GmbH (früher: MDE Dezentrale Energiesysteme), Rolls-Royce Solutions Magdeburg GmbH (früher: SKL Motor GmbH). Seit Juli 2013 und bis zum 31. Dezember 2021 gehörte der norwegische Motorenhersteller Bergen Engines AS ebenfalls zur Gruppe. Zum 31. Dezember 2021 wurde Bergen Engines an Langley Holdings veräußert.
Die Brennstoffzellensparte MTU Onsite Energy Fuel Cell Systems (früher: CFC Solutions) wurde aufgegeben, Betriebsmittel wurden am 30. Juni 2012 an die mit dem Fraunhofer IKTS zusammenarbeitende FuelCell Energy veräußert.

## Geschichte
Im Dezember 2005 verkaufte DaimlerChrysler die MTU Friedrichshafen für 1,6 Milliarden Euro an die schwedische Private-Equity-Gruppe EQT.
EQT bildete dann im Juli 2006 die Tognum GmbH als Holdinggesellschaft mit der MTU als Kernunternehmen. Die Holding hielt ursprünglich die Anteile an den Unternehmen MTU Friedrichshafen GmbH, MDE Dezentrale Energiesysteme GmbH, CFC Solutions GmbH, L’Orange GmbH und Rotorion. Im April 2007 wurde Katolight akquiriert. 
Am 1. Januar 2008 wurde schließlich die SKL Motor GmbH durch die Tognum übernommen. Anfang November gab die Holding den Abschluss des Verkaufs der Gelenkwellensparte Rotorion an die IFA bekannt. Tognum wird noch fünf Jahre mit 25 Prozent an der IFA-Rotorion Holding GmbH beteiligt bleiben und sich anschließend vollständig aus dem Autozuliefergeschäft zurückziehen.
Im Juli 2007 wurde Tognum an die Börse gebracht, nachdem es in eine AG umgewandelt worden war. EQT war aber weiterhin mit einer Beteiligung von ca. 35 % größter Einzelaktionär, bis Ende April 2008 die Daimler AG von EQT für 585 Mio. Euro 22,3 % der Anteile übernahm und bis Mitte 2011 mit 28,4 % bedeutendster Einzelaktionär der Tognum war.
Am 7. März 2011 gab Daimler bekannt, Tognum zusammen mit Rolls-Royce übernehmen zu wollen. Nach Erhöhung des Angebotspreises von 24 Euro um 2 Euro auf 26 Euro empfahl das Management der Tognum AG am 18. Mai 2011 die Annahme der Offerte. 
Die Mitglieder des Managements erzielten beim Verkauf ihrer eigenen Aktienpakete hohe Erlöse. So erlösten der damalige Vorstandsvorsitzende Volker Heuer 78,96 Mio. Euro und sein Stellvertreter Joachim Coers 59,46 Mio. Euro.
Mitte 2011 wurde die Mehrheit der Anteile an der Tognum für 3,4 Mrd. Euro durch die Engine Holding GmbH (Stuttgart), einem Gemeinschaftsunternehmen der Daimler AG und der Vinters International Limited, einer mittelbaren Tochtergesellschaft der Rolls-Royce-Gruppe, im Rahmen einer freundlichen Übernahme erworben. 
Dem ging ein mehrfach geändertes Angebot der Engine Holding voraus.
Im Juli 2011 gab die Deutsche Börse bekannt, dass die Aktien von Tognum aus dem MDAX genommen werden, da inzwischen weniger als 10 % der Aktien im freien Handel sind und die Papiere für alle Auswahlindizes der Deutschen Börse disqualifiziert sind. Kurz zuvor wurde bekanntgegeben, dass die Engine Holding über 94 % der Tognum-Aktien verfügt. 
Der Handel im regulierten Markt (Prime Standard) der Frankfurter Wertpapierbörse wurde am 27. August 2011 eingestellt.
Zum 31. Dezember 2012 verfügt die Engine Holding über rund 99 % der Tognum-Aktien. Nach Abschluss eines Vergleiches im Spruchstellenverfahren zum Squeeze Out der Minderheitsaktionäre wurde im März 2013 die Abfindungssumme auf 30 Euro zzgl. 1,61 Euro Garantiedividende erhöht und die ausstehenden Aktien übertragen. Seit Januar 2014 firmiert die frühere Tognum AG unter dem neuen Namen Rolls-Royce Power Systems AG. 
Am 26. August 2014 übernahm der Rolls-Royce-Konzern die Anteile von Daimler komplett. Die L'Orange GmbH wurde im April 2018 an Mitbewerber Woodward Inc. verkauft.

### MTU Onsite Energy
Die Dachmarke MTU Onsite Energy wurde im September 2008 ins Leben gerufen. In ihr werden sämtliche Aktivitäten der dezentralen Energieerzeugung gebündelt. Zum Produktionsprogramm gehören standardisierte und individualisierte Dieselaggregate für Notstrom, Grund- und Spitzenlast sowie Blockheizkraftwerke zu Kraft-Wärme-Kopplung auf Basis von Gasmotoren oder Gasturbinen. Der Marke gehören die Unternehmen MDE Dezentrale Energiesysteme GmbH, Katolight und das PowerGen-Geschäft der MTU Friedrichshafen an.

### Korea-Affäre
Im Jahr 2011 kam der Vorwurf der Korruption in Zusammenhang mit dem Asiengeschäft auf. Demnach wurden in den Jahren 2000 bis 2011 über Umwege Zahlungen an südkoreanische Militärangehörige geleistet. Aufgrund der bekanntgewordenen Vorwürfe wurde das für das Asiengeschäft verantwortliche Vorstandsmitglied entlassen.

## Kennzahlen

### Historisch

#### Segmentumsatz Umsatz 2012 nach Anwendungsgebieten
- Engines: 2.007 Mio. Euro
- Onsite Energy & Components: 877 Mio. Euro
- Distribution: 513 Mio. Euro

#### Umsatz 2012 nach Regionen
- Deutschland 17,7 %
- übriges Europa 27,3 %
- Nordamerika (NAFTA): 27,7 %
- Asien/Pazifik 21,7 %
- übrige Länder 5,6 %

#### Mitarbeiter 2012 nach Regionen
- Deutschland 79,5 %
- übriges Europa 3,8 %
- USA 9,0 %
- Asien 7,7 %

## Die Marken

MTU
MTU Onsite Energy